# Riccardo Ghione
Riccardo Ghione (Acqui Terme, 22 febbraio 1922 – 2003) è stato uno sceneggiatore, regista e produttore cinematografico italiano.

## Biografia
Nel 1951 fonda insieme a Marco Ferreri il "Documento Mensile", una "rivista filmata" di racconti cinematografici che avrebbe dovuto coinvolgere numerosi scrittori e registi. Nonostante la collaborazioni di registi del calibro di Vittorio De Sica, Luchino Visconti, Michelangelo Antonioni, Alberto Moravia, il progetto risulterà fallimentare tanto chè ne usciranno soltanto 3 numeri.
Insieme allo stesso Marco Ferreri nel 1953 è produttore esecutivo de L'amore in città, film in sei episodi diretti da diversi registi tra cui Antonioni, Federico Fellini, Dino Risi e Cesare Zavattini. Il film, prodotto da quest'ultimo, avrebbe dovuto segnare un rinnovamento del Neorealismo. Ciò che fa ,invece, è sancirne la fine.
A partire dal 1956 cominciò la sua carriera da sceneggiatore con il film Fiesta Brava diretto da Vittorio Cottafavi, progetto che restò incompiuto e mai presentato al pubblico. 
Dopo aver girato nel 1968 un documentario mai distribuito, Il limbo, dirige nello stesso anno La rivoluzione sessuale, un film erotico ispirato alle teorie del sessuologo austriaco Wilhelm Reich.
Il suo secondo film A cuore freddo tratta il tema della contestazione e del rifiuto di una società falsa e disumanizzante. 
Il terzo e ultimo film girato da Ghione è Il prato macchiato di rosso, horror nel quale prende parte il cantautore Lucio Dalla nel ruolo di un barbone.
Chiude la carriera sceneggiando l'ultimo film nel 2001, Il conte di Melissa.
Muore nel 2003 all'età di 81 anni.

## Filmografia

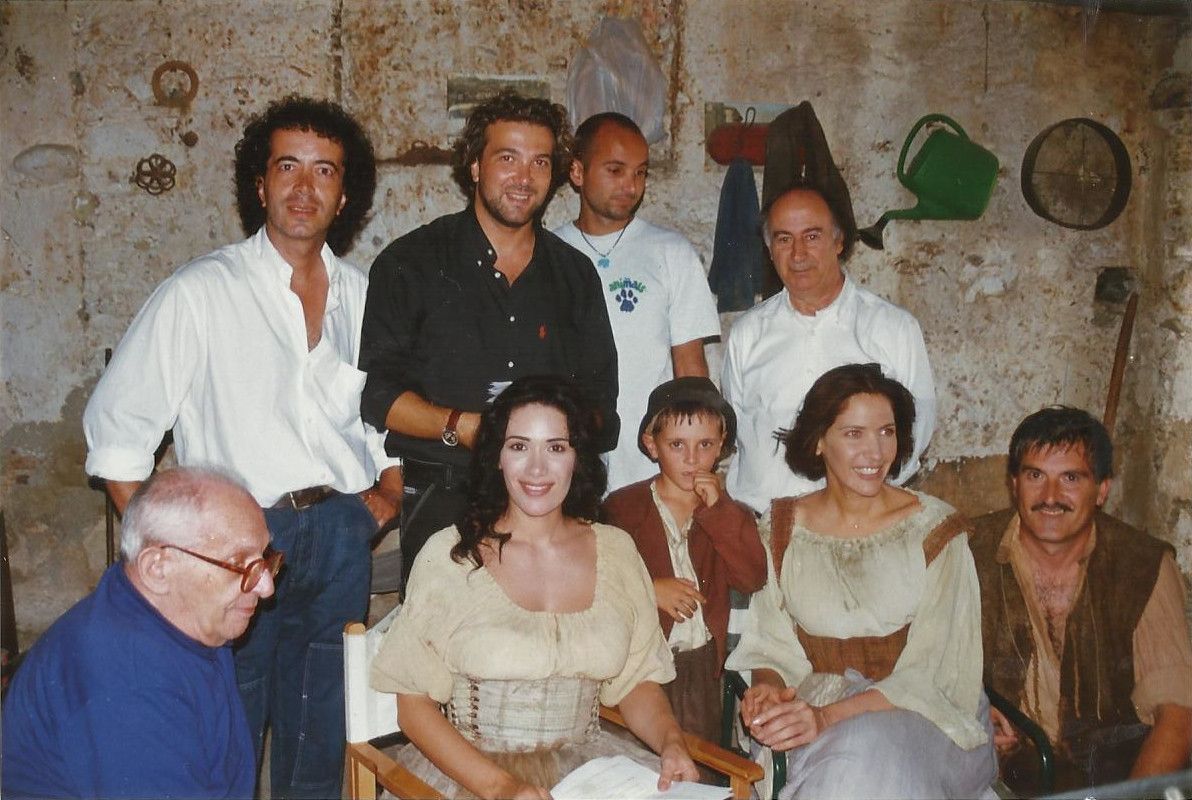
Riccardo Ghione (in basso a sinistra) sul set de Il conte di Melissa (1999)

### Sceneggiatore
- Fiesta Brava (1956) - incompiuto
- Un giorno in Europa (1958)
- Il raccomandato di ferro (1959)
- Fontana di Trevi (1960)
- Il limbo (1968) - non distribuito
- La rivoluzione sessuale (1968)
- A cuore freddo (1971)
- Il prato macchiato di rosso (1975)
- Fotografando Patrizia (1984)
- Scandalosa Gilda (1985)
- Senza scrupoli (1986)
- Delizia (1986)
- La Bonne (1986)
- Casa di piacere (1989)
- Senza scrupoli 2 (1990)
- Una donna da guardare (1991)
- Belle da morire (1992)
- Diario di un vizio (1993)
- Il conte di Melissa (2001)

### Regista
- Il limbo (1968) - non distribuito
- La rivoluzione sessuale (1968)
- A cuore freddo (1971)
- Il prato macchiato di rosso (1975)

### Altre collaborazioni
- Appunti su un fatto di cronaca (1951) - produttore
- Il bandolero stanco (1952) - segretario di edizione[5]
- Il cappotto (1952) - supervisore sceneggiatura
- L'amore in città (1953) - produttore
- Donne e soldati (1955) - consulenza artistica
- Aquero (1994) - dialoghi
- Ferreri, I love you (2000) - attore